# П'єр Орню
П'єр Орню (фр. Pierre Hornus, 11 лютого 1908, Мюлуз — 29 жовтня 1995, Мюлуз) — французький футболіст, що грав на позиції півзахисника за клуби «Монпельє» та «Мюлуз», а також за національну збірну Франції.

## Клубна кар'єра
У дорослому футболі дебютував 1928 року виступами за команду «Мюлуз», в якій провів один сезон. 
Своєю грою за цю команду привернув увагу представників тренерського штабу клубу «Монпельє», до складу якого приєднався 1929 року. Відіграв за команду з Монпельє наступні чотири сезони своєї ігрової кар'єри.
1933 року повернувся до «Мюлуза», за який відіграв заключні п'ять сезонів своєї кар'єри.

## Виступи за збірну
1931 року дебютував в офіційних матчах у складі національної збірної Франції. Загалом того року провів у її формі 3 матчі.
Помер 29 жовтня 1995 року на 88-му році життя в Мюлузі.
| Дата       | Місто  | Господарі | Результат | Гості      | Турнір           | Голи | Примітки |
| ---------- | ------ | --------- | --------- | ---------- | ---------------- | ---- | -------- |
| 15-3-1931  | Коломб | Франція   | 1 – 0     | Німеччина  | товариський матч | -    |          |
| 14-5-1931  | Коломб | Франція   | 5 – 2     | Англія     | товариський матч | -    |          |
| 29-11-1931 | Коломб | Франція   | 3 – 4     | Нідерланди | товариський матч | -    |          |
| Усього     |        | Матчів    | 3         |            | Голів            | 0    |          |